# Алессандро Барберо
Алессандро Барберо (італ. Alessandro Barbero; нар. 30 квітня 1959, Турин) — італійський історик, письменник, есеїст, педагог, професор.

## Біографія
До 1981 року вивчав філологію, літературу і медієвістику в Туринському університеті. Закінчив аспірантуру при Вищій нормальній школі в Пізі.
З 1984 року — науковий співробітник Римського університету Тор Верґата.
Спеціалізується на військовій історії та історії середньовіччя.
У 1998 році став ад'юнкт-професором середньовічної історії на факультеті гуманітарних наук і філософії в Університеті Східного П'ємонту у Верчеллі. З 2004 року — ординарний професор університету.

## Творчість
Алессандро Барберо — автор есе і романів. Одна з найвідоміших його книг «Битва. Нова історія Ватерлоо» (2006). Співпрацює з журналом «Storica» і щоденними газетами «La Stampa» і «Il Sole 24 Ore». З 2007 року є експертом з історичних обрядів і костюмів на телерадіокомпанії RAI.
Член правління і журі Премії Грінцане Кавур, член редакційного комітету журналу «Storica».

## Вибрані твори
- «Il mito angioino nella cultura italiana e provenzale fra Duecento e Trecento» (1983).
- «L'aristocrazia nella società francese del medioevo. Analisi delle fonti letterarie (secoli X—XIII)» (1987).
- «Un santo in famiglia. Vocazione religiosa e resistenze sociali nell'agiografia latina medievale» (1991).
- «Amministrazione e giustizia nell'Italia del Nord fra Trecento e Settecento: casi di studio, con Giovanni Tocci» (1994).
- «Dizionario del Medioevo» (1994; 1998).
- «Un'oligarchia urbana. Politica ed economia a Torino fra Tre e Quattrocento» (1995).
- «Bella vita e guerre altrui di Mr. Pyle gentiluomo» (1995).
- «Romanzo russo. Fiutando i futuri supplizi» (1998).
- «La cavalleria medievale» (1999).
- «Medioevo. Storia di voci, racconto di immagini» (1999).
- «Carlo Magno. Un padre dell'Europa» (2000).
- «Valle d'Aosta medievale» (2000).
- «L'ultima rosa di Lautrec» (2001).
- «Benedette iene, Francesco Antonioli» (упорядник), в: «La Bibbia dei non credenti. Protagonisti della vita italiana sfidano il Libro dei libri» (2002).
- «Poeta al comando» (2003).
- «La battaglia. Storia di Waterloo» (2003).
- «Cittadini e barbari: Roma multietnica» (2007).
- «9 agosto 378 il giorno dei barbari» (2012).
- «1289. La battaglia di Campaldino» (2013).
- «Donne, madonne, mercanti e cavalieri. Sei storie medievali» (2013).
- «Costantino il Vincitore» (2016).
- «Le parole del papa. Da Gregorio VII a Francesco» (2016).
- «A che ora si mangia? Approssimazioni linguistiche all'orario dei pasti (secoli XVIII—XXI)» (2017).
- «Napoleone e l'arte della guerra. A partire da Guerra e pace di Lev Tolstoj», в: «Romanzi nel tempo. Come la letteratura racconta la storia» (2017).
- «Caporetto» (2017).
- «Dante» (2020).
- «Inventare i libri. L'avventura di Filippo e Lucantonio Giunti, pionieri dell'editoria moderna» (2022).

## Нагороди
- 1996 — Премія Стрега за книгу «Прекрасне життя та інші війни містера Пайла, джентльмена» / «Bella vita e guerre altrui di Mr. Pyle, gentiluomo»
- 1996 — Премія Грінцане Кавур
- 2005 — Кавалер ордена Мистецтв та літератури